# Pearse (rivière)
Pour les articles homonymes, voir Pearse.
La Pearse (en anglais : Pearse River) est une petite rivière du district de Tasman, dans la région de Tasman, sur l’île du Sud en Nouvelle-Zélande. C'est un affluent gauche du fleuve Motueka.

## Géographie
Elle s’écoule vers l’est à partir de sa source, une résurgence du réseau de la grotte Nettlebed Cave (en) sous la chaîne du mont Arthur (en), rejoignant le fleuve Motueka à 20 kilomètres au sud-ouest de la ville de Motueka.
La grotte sous-marine a été explorée lors d'une plongée à 194 mètres de profondeur, permettant la découverte d'au moins trois espèces inconnues (crustacé transparent, gastéropode et ver) vivant dans ces profondeurs.